# Илия Йовчев
Илия Йовчев е български общественик, писател, журналист и драматург.

## Биография и творчество
'Илия Стоянов Йовчев е роден 12 февруари 1850 г. в град Сливен.
Учи в Тулча и в Одеса, след което – в американския Робърт колеж в Цариград и колежа „Хамилтън“ в Саратога, САЩ.  Изключителен ерудит и полиглот, той е сред първите българи, завършили колеж в САЩ, където живее от 1870 до 1879 г. След Освобождението е началник на Народната бибилиотека с музей в Пловдив. Автор е на първия български научнофантастичен роман. 
Смятан е за „баща и основател“ на американската ни емиграция.  Заселва се в Америка през 1870 г. още преди Освобождението от турско иго. Изявява се като писател, което се отбелязва в алманасите на вестник „Народен глас“.
След Робърт колеж в Цариград през 1875 г. постъпва в Колеж „Хамилтън“ в град Саратога, близо до Ню Йорк. От там изпраща дописки до вестника на Петко Славейков „Македония“ и до в. „Напредък“, в които запознава българското общество със Северна Америка, с бита, ежедневието и обичаите на американския народ. Той е първият български журналист сред българската отвъдокеанска емиграция и първият кореспондент на български вестници в Америка. Пише и публикува и в американски вестници. Става първият български журналист в Новия свят. Занимава се също с театрална дейност.
Още на 17-годишна възраст е дописник на издавания от Петко Славейков в Цариград български вестник „Македония“ . В статиите му се срещат сведения за първите български емигранти в САЩ, някои от които дори вече са постъпили в американската армия. Йовчев информира сънародниците си за Саратога и напредъка на учебното дело в колежа „Хамилтън“; за това, че в американските училища се набляга доста и на физическото укрепване на личността, главно чрез гребането; за управлението, социалното и икономическото развитие на страната. От него българите научават за президента Грант, за т. нар. „Кумберландска война“, за интензивния строеж на железници, за американските обичаи, свързани с посрещането на Коледа и Нова година . Що се отнася до обратния процес – запознаването на американското общество с България, той отбелязва, че почти нищо не е направено в това отношение. 
Връща се в България и работи като учител в Сливенската гимназия. След Освобождението от турско иго ръководи пловдивската Народна бибилиотека (1 януари 1883 – 20 февруари 1887). В нейния архив са запазени негови писма на английски, френски, руски и турски език. По време на неговото управление става и прибирането на книгите на българското Цариградско читалище в Областната библиотека. Закупува от книжарница „Брокхауз“ в Лайпциг издадените в Париж в количество само 500 бр. офорти на Рембранд – единственото издание, съхранявано на Балканския полуостров. През 1885 г. издава първия печатан каталог на книги в България – Katalog Jovchev, днес библиографска рядкост. След Съединението полага големи усилия за преместването на библиотеката в сградата, строена за Областното събрание, в която тя остава до 1973 г. По негово предложение през 1886 г. тя се преименува на „Българска народна библиотека и музей в Пловдив“.
Към края на живота си отново заминава за Америка, където се занимава с журналистика.
Умира в САЩ на 28 юли 1907 г.